# Алар Каріс
Алар Каріс (ест. Alar Karis; нар. 26 березня 1958) — естонський молекулярний генетик, біолог та державний службовець. Шостий президент Естонії з 11 жовтня 2021 року.

## Життєпис
У 2003—2007 роках він був ректором Естонського університету природничих наук.
У 2007—2012 роках — ректором Тартуського університету. У 2013—2018 роках — Генеральним ревізором Естонії. Із 2018 року очолює Естонський національний музей.
У серпні 2021 року до нього звернувся спікер Рійгікогу Юрі Ратас з пропозицією висунення на посаду президента Естонії на майбутніх виборах 2021 року. Алар Каріс прийняв пропозицію, а згодом його кандидатуру підтримали обидві партії коаліції: Партія реформ та Центристська партія Естонії.
31 серпня 2021 року парламент Естонії в другому турі позачергової сесії обрав Алара Каріса Президентом. Вперше за тридцять років після відновлення незалежності Естонії вибори відбулися на безальтернативній основі. 11 жовтня 2021 року Каріс склав присягу та вступив на посаду.

## Нагороди
- Орден князя Ярослава Мудрого I ст. (Україна, 23 серпня 2024) — за вагомий особистий внесок у зміцнення міждержавного співробітництва, підтримку суверенітету та територіальної цілісності України, популяризацію Української держави у світі[9]